# Myrmotherula
Myrmotherula ist eine Vogelgattung insektenfressender Sperlingsvögel (Passeriformes) aus der Familie der Ameisenvögel (Thamnophilidae).
Zusammen mit Epinecrophylla stellt diese Gattung den „typischen“ Ameisenschlüpfer dar: kleine kurzschwänzige Ameisenvögel im Unterholz, meist in gemischten Jagdgemeinschaften. Die meisten werden in Wäldern des Tieflandes gefunden. Im dunklen, dichten Unterwuchs sind sie schwer auszumachen, oft führt die Lautgebung zur Identifizierung.
Der Gattungsname wurde von Philip Sclater im Jahre 1858 eingeführt. Die Typus-Art der Gattung ist Myrmotherula brachyura.
Er ist eine Verkleinerungsform von „Myrmothera“ und kommt von altgriechisch μυρμος murmos, deutsch ‚Ameise‘ und altgriechisch θηρας thēras, deutsch ‚Jäger‘ und bedeutet "Kleiner Ameisenjäger".

## Verbreitung
Die Arten der Gattung Myrmotherula kommen ausschließlich in der Neotropis (Lateinamerika) vor.

## Systematik
Aufgrund molekulargenetischer Untersuchungen aus dem Jahr 2012 wurden zwei Arten in eine neue Gattung Isleria ausgelagert. Die Gattung Myrmotherula bildet eine paraphyletische Gruppe bezüglich den Gattungen Formicivora, Myrmochanes, Stymphalornis und Terenura.

## Arten
Der Gattung Myrmotherula werden derzeit 26 Arten zugeordnet.
- Myrmotherula ambigua – Gelbkehl-Ameisenschlüpfer
- Myrmotherula assimilis – Varzeaameisenschlüpfer
- Myrmotherula axillaris – Weißflanken-Ameisenschlüpfer
- Myrmotherula behni – Grauflügel-Ameisenschlüpfer
- Myrmotherula brachyura – Weißkehl-Ameisenschlüpfer
- Myrmotherula cherriei – Weißstreifen-Ameisenschlüpfer
- Myrmotherula fluminensis – Rio-de-Janeiro-Ameisenschlüpfer
- Myrmotherula grisea – Yungasameisenschlüpfer
- Myrmotherula gularis – Perlenkehl-Ameisenschlüpfer
- Myrmotherula ignota – Kurzschwanz-Ameisenschlüpfer
- Myrmotherula iheringi – Iheringameisenschlüpfer
- Myrmotherula klagesi – Rio-Negro-Ameisenschlüpfer
- Myrmotherula longicauda – Weißbauch-Ameisenschlüpfer
- Myrmotherula longipennis – Silber-Ameisenschlüpfer
- Myrmotherula menetriesii – Grauameisenschlüpfer
- Myrmotherula minor – Salvadoriameisenschlüpfer
- Myrmotherula multostriata – Amazonien-Strichelameisenschlüpfer
- Myrmotherula obscura – Kurzschnabel-Ameisenschlüpfer
- Myrmotherula pacifica – Chocó-Strichelameisenschlüpfer
- Myrmotherula schisticolor – Hochland-Ameisenschlüpfer
- Myrmotherula sclateri – Gelbstreifen-Ameisenschlüpfer
- Myrmotherula snowi – Alagoasameisenschlüpfer
- Myrmotherula sunensis – Schwarzkehl-Ameisenschlüpfer
- Myrmotherula surinamensis – Guayana-Strichelameisenschlüpfer
- Myrmotherula unicolor – Paranáameisenschlüpfer
- Myrmotherula urosticta – Schwarzbinden-Ameisenschlüpfer